# Kjell Sjöberg
Kjell Allan Sjöberg (* 11. Mai 1937 in Själevad; † 10. September 2013 in Örnsköldsvik) war ein schwedischer Skispringer.

## Werdegang
Sjöberg begann seine internationale Karriere mit dem Start bei den Olympischen Winterspielen 1960 in Squaw Valley. Dort erreichte er von der Normalschanze den 45. Platz. Trotz des nur mittelmäßigen Erfolges wurde er in der Folgesaison fest in den schwedischen Kader eingebunden und sprang sein erstes Springen am 30. Dezember 1960 in Oberstdorf im Rahmen der Vierschanzentournee 1960/61. Dabei konnte er mit dem 2. Platz auch erstmals das Podium besteigen. In Garmisch-Partenkirchen sprang er erneut unter die besten zehn und wurde am Ende Sechster. Nach zwei weiteren guten Platzierungen in Bischofshofen und Innsbruck beendete er die Tournee auf dem 6. Platz in der Gesamtwertung. Auch bei der Vierschanzentournee 1961/62 sprang er in den ersten beiden Springen in Oberstdorf und Innsbruck unter die besten zehn, verpasste aber nach schlechten Platzierungen in den anderen beiden Springen eine Platzierung in der Gesamtwertung. Kurze Zeit später konnte er sich jedoch den Schwedischen Meistertitel von der Normalschanze sichern. Bei den Olympischen Winterspielen 1964 in Innsbruck erreichte er von der Großschanze den 5. Platz und von der Normalschanze den 33. Platz. In der Skisprungsaison 1964/65 wurde Sjöberg Gesamtsieger der Schweizer Springertournee. 1966 gewann er erneut die Schwedische Meisterschaft. Kurz darauf startete Sjöberg bei der Nordischen Skiweltmeisterschaft 1966 in Oslo. Dort sprang er von der Normalschanze auf den 6. Platz und gewann von der Großschanze hinter Bjørn Wirkola und Takashi Fujisawa die Bronzemedaille. Am 10. Februar 1967 verbesserte Sjöberg den am gleichen Tag vom Norweger Lars Grini aufgestellten Skiflug-Weltrekord auf der Heini-Klopfer-Skiflugschanze in Oberstdorf um einen Meter auf 148 m. Der Rekord stand jedoch nur einen Tag, bevor ihn der Norweger erneut brechen konnte. Seine aktive Skisprungkarriere beendete Sjöberg mit dem Start bei den Olympischen Winterspielen 1968 in Grenoble. Dort konnte er von der Großschanze noch einmal mit Sprüngen von 85,5 und 73,0 m den 53. Platz erreichen.

## Erfolge

### Vierschanzentournee-Platzierungen
| Saison  | Platz | Punkte |
| ------- | ----- | ------ |
| 1960/61 | 06.   | 848,2  |
| 1961/62 | 29.   | 780,8  |
| 1965/66 | 15.   | 764,7  |
| 1966/67 | 95.   | 169,6  |

### Schanzenrekorde
| Ort        | Land        | Weite               | aufgestellt am   | Rekord bis       |
| ---------- | ----------- | ------------------- | ---------------- | ---------------- |
| Oberstdorf | Deutschland | 141,0 m (HS: 225 m) | 15. Februar 1964 | 15. Februar 1964 |
| Oberstdorf | Deutschland | 148,0 m (HS: 225 m) | 10. Februar 1967 | 11. Februar 1967 |